# Kevin B. Lee
Kevin B. Lee (* 1975) ist ein US-amerikanischer Filmemacher und Filmkritiker aus Chicago. Lee wird als Pionier des Genres Video-Essay und des „desktop documentary“-Formats bezeichnet. Er ist seit 2022 Professor für Zukunft des Kinos und audiovisueller Künste an der Università della Svizzera italiana und des Locarno Film Festivals.

## Karriere
Kevin B. Lee studierte Film, Video, New Media, Animation und Visual Critical Studies am Art Institute of Chicago. Er ist seit 2007 als Video-Essayist tätig. Beinahe zeitgleich begann er auch für diverse Publikationen wie Sense of Cinema und Chicago Reader zu schreiben. Im Zuge dessen wurden Filmkritiker wie Matt Zoller Seitz und Richard Brody von der Zeitschrift The New Yorker auf ihn aufmerksam. Zwischen 2007 und 2009 kollaborierte Lee intensiv mit diversen anderen Filmkritikern aus New York City, aber auch mit Filmtheoretikern wie Kristin Thompson und Paolo Cherchi Usai. Dies führte erstmalig zu einer größeren Bekanntheit seiner videographischen Arbeiten, welche er zeitweise auf Youtube veröffentlichte. Er produzierte unter anderem Video-Essays für Focus Features.
Durch seinen 2014 erschienenen Dokumentarfilm Transformers: The Premake stellte Lee das „desktop documentary“-Format in öffentliches Bewusstsein. Der Film wurde von Sight & Sound als einer der besten Dokumentarfilme im Jahr 2014 bezeichnet.
Im Jahr 2017 wurde Lee der erste Stipendiat des Harun-Farocki-Instituts in Berlin. Im selben Jahr wurde er als Professor für Crossmedia Publishing an die Merz Akademie Stuttgart berufen. Seit 2022 ist er Professor für Zukunft des Kinos und audiovisueller Künste an der Università della Svizzera italiana sowie des Locarno Film Festivals. Zuvor lehrte er Film- und Medienwissenschaften am Art Institute of Chicago, an der University of Illinois und an der Johann Wolfgang Goethe-Universität Frankfurt am Main. Er war Gründungsredakteur und leitender Video-Essayist bei Fandor und leitender Produzent der landesweit im amerikanischen Fernsehen ausgestrahlten Sendung Ebert Presents: At the Movies.
Lee produzierte in den letzten zehn Jahren über 360 online-publizierte Videoessays, in denen er Film und Medien erforscht.

## Filmografie
- 2002: Banana (Kurzfilm)
- 2003: On Guard (Kurzfilm)
- 2004: Dastaar: Defending Sikh Identity (Kurzfilm)
- 2012: Simple Expressions of Absolute Values (Video)
- 2013: Lasting Elements on the Last Horizon (Video)
- 2014: Transformers: the Premake (Video)
- 2014–2016: Fandor
- 2020: Once Upon a Screen: Explosive Paradox (Kurzfilm)
- 2020: Bottled Songs 1–4 (Film)
- 2022: Piazza Futura (Postcard from the Future) (Kurzfilm)